# ファン (カード)
ファンとは、カード（トランプ）を扇のように開くこと。また、そのように開いたカードのこと。
マジシャンがカードマジックやカードマニピュレーション（ステージマジックを参照）を演じるときによく行う。様々な種類のファンが考案されている。フラリッシュのひとつとも考えられる。

## ファンカード
きれいなファンができるように裏面がデザインされたファン専用のカードを、ファンカードといい、マジックショップで購入できる。カードの裏模様のうち、角の部分の色がファン全体の色となるが、ファンの開き方によってどの部分が見えるかは異なる。そのため、角を異なる色にデザインし、開き方によって違う色のファンをつくることができるようなものもある。ファンをきれいに開くため、ファンカードには加工をすることが多い。具体的には専用のすべり粉（ファニングパウダー）やろうそくの蝋が使用される。

## ファンの種類
正ファン
表向きに広げたときにカードのインデックスが見えるような方法。左手にデック（1組のトランプのこと）を持ち、右手の親指を使って時計回りに回転させて開いていく。
人差し指と中指を使うことによって片手でファンを閉じることもできる。
- 逆ファン

開く方向が正ファンとは逆になっており、開いたときにインデックスが隠れた状態になる。
- 片手正ファン

片手だけで正ファンを作る方法。人差し指と小指でデックを挟み、親指を使って広げていく。
片手逆ファン
片手だけで逆ファンを作る方法。親指と他の指でデックを挟んで持ち、人差し指と中指を使って広げていく。
両手正ファン
デックを2つにわけて両手に持ち、それぞれの手で片手正ファンをつくる。
両手逆ファン
デックを2つにわけて両手に持ち、それぞれの手で片手逆ファンをつくる。
S字ファン
デックを縦に広げたあとS字に曲げてファンをつくる方法。
ジャンボ・ファン
デックを2つにわけ、ファローシャッフルの要領で端同士を組み合わせた状態でファンをつくる。通常のファンより大きなものをつくることができる。